# Irene Dallas
Irene Margaret Dallas (* 12. April 1883 in Yokohama, Japanisches Kaiserreich; † 19. Oktober 1971 in  Bournemouth, Dorset) war eine britische Suffragette, die diverse Aufgaben in der Organisation der Women’s Social and Political Union innehatte.

## Leben
Dallas wurde im damaligen Kaiserreich Japan geboren, während ihr Vater Charles Dallas dort Englisch unterrichtete Sie hatte eine 1878 geborene Schwester Hilda.
Im Juli 1908 spendete Dallas 16 Shilling für den £20,000 campaign fund der Women’s Social and Political Union (WSPU), eingetragen als „Miss Irene Dallas (Hyde Park Banner)“. Im September 1908 sprach Dallas regelmäßig zu in Fabriken arbeitenden Mädchen bei Versammlungen am Portland Square und in der Tabakfabrik W.D. & H.O. Wills in Bristol. Da sich die Arbeiterinnen keine Abzeichen leisten konnten, trugen sie selbstgemachte Schärpen in den Farben der Suffragetten, auf die sie „Votes for Women“ geschrieben hatten. Im Oktober 1908 leistete Dallas einen weiteren Beitrag zum 20.000-Pfund-Fonds in Höhe von 10 Shilling.
Dallas gehörte zu einer Gruppe von Suffragetten, die im Januar 1909 versuchten, sich Zugang zu 10 Downing Street zu verschaffen. Zusammen mit Mary Jane Clarke und Frances Bartlett wurde sie verhaftet und zum Bow Street Court gebracht, wo sie bis zum darauffolgenden Montag in Untersuchungshaft genommen wurde. In ihrem Bericht über denselben Vorfall vermerkte die Zeitung The Globe, dass Dallas Lehrerin war. Vor Gericht wurde Dallas angeboten, eine Kaution in Höhe von 10 Pfund zu hinterlegen, sie entschied sich jedoch dafür, für einen Monat ins Holloway Prison zu gehen. Ein Artikel in Votes for Women mit der Überschrift Victory through prison begann mit Zitaten von vier der beteiligten Frauen. Dallas soll gesagt haben: „Die Sache braucht kämpferische Frauen, und sie braucht sie jetzt. Wir werden ihnen in Holloway einen so herzlichen Empfang bereiten, wie es die Behörden erlauben.“
Die Zeitung „The Globe“ berichtete in ihrer Ausgabe vom 27. Februar ausführlich über ihre Freilassung und den Empfang durch andere Suffragetten. Die Frauen wurden an den Gefängnistoren von Christabel Pankhurst, Flora McKinnon Drummond und Emmeline Pethick-Lawrence begrüßt. Sie wurden mit in den Farben der Suffragetten geschmückten Kutschen in das Inns of Court Hotel gefahren. Beim Frühstück dort sprach Pankhurst über die „Schweige-Regel“, die den Frauen im Gefängnishof auferlegt worden war, und über die Versuche, sie abzuschaffen. Pankhurst bezeichnete Dallas und die anderen Frauen als her Favourites. Dallas’ Name steht auf der Roll of Honour of Suffragette Prisoners.
Obwohl sie gerade aus der Haft entlassen wurden, bekräftigten sowohl Dallas als auch Smith ihre Absicht, sich an den Kampagnen zu den bevorstehenden Nachwahlen wieder zu beteiligen.
In der Ausgabe von „Votes for Women“ vom 5. März wird Dallas’ Mitgliedschaft bei der „YHB“ erwähnt. Die Initialen standen für eine informelle Gruppe namens Young Hot Bloods an, deren Mitglieder sich verpflichteten, im Namen der Kampagne „gefährliche Aufgaben“ zu übernehmen. Ältere und verheiratete Suffragetten waren ausgeschlossen. Zur Gruppe gehörten neben Dallas auch Grace Roe, Jessie Kenney, Elsie Howey, Vera Wentworth und weitere. Im selben Monat wurde Dallas besondere Verantwortung für die „Votes for Women Week“ übertragen
Anlässlich der Entlassung von Pethick-Lawrence aus einem Gefängnisaufenthalt im April 1909 plante die WSPU eine große Demonstration. Dallas wurde zusammen mit Laura Ainsworth mit der Leitung des der Abordnung der Lehrerinnen betraut. Da die Veranstaltung während der Schulferien stattfinden sollte, wurde mit einer großen Zahl von Teilnehmerinnen gerechnet. Dallas sprach im April bei einer Reihe von Veranstaltungen, zum Beispiel im Hyde Park, in Paddington und in Putney.
Im Juni 1909 wurde Dallas in der WSPU-Zentrale zur Hospitality Secretary ernannt.  Ihre Vorgängerin Isabel Seymour  hatte in ihrem Rücktrittsschreiben mehr Londoner Gastgeberinnen für Mitglieder aus dem Land, die zu Veranstaltungen oder Demonstrationen in die Hauptstadt kamen; damit war eine der Aufgaben klar, die Dallas übernehmen sollte. Im weiteren Verlauf des Jahres wurden Dallas weitere Führungsaufgaben in der WSPU übertragen: Im September wurde sie Leiterin der „Rednerinnenabteilung“; alle, die Rednerinnen für einen Teil Londons suchten, mussten sich zunächst an sie wenden.
Dallas war neben Barbara Wylie und Barbara Ayrton-Gould auch eine der Frauen, die aus London zur Nachwahl in Derbyshire im Juli entsandt wurden. Während des Wahlkampfes sprach Dallas mehrmals in Buxton. Ihre Aufgaben wurden im Oktober noch einmal erweitert, als sie mit der Organisation der WSPU für die Nachwahl in Bermondsey betraut wurde. In dem „Votes for Women“-Artikel, in dem Dallas’ Ernennung angekündigt wurde, hieß es, der Grund für die Kampagne sei, dass der Erfolg eines liberalen Kandidaten die Mehrheit der Liberal Party vergrößern würde, die in der Regierung für die Verweigerung des Wahlrechts und die Verhängung von Haftstrafen verantwortlich wären. Am Wahltag sorgte Dallas dafür, dass Suffragetten den ganzen Tag über bei den Wahllokalen anwesend waren, wo sie laut Votes for Women positiv begrüßt wurden. Das Ergebnis der Wahl war, dass die Konservativen den Sitz gewannen.
Im Dezember erhielt der Mary Leigh Defence Fund 1 Pfund von Dallas, mit denen eine Klage Leighs gegen den Leiter des Winson Green Gaol in Birmingham, den Gefängnisarzt und den Innenminister finanziert werden sollte.
Bei der Women’s Coronation Procession im Juni 1910 war Dallas Banner Secretary, die die Teilnehmerinnen nach ihren Bannern in Gruppen organisierte, Im Bericht über den Festzug führt The Globe Dallas als „Chief Banner Marshal“ zusammen mit „General on horseback Mrs Drummond“ und „Chief Marshal Miss Jessie Kenney“ auf und vermerkt außerdem, dass vierzig Musikkapellen und sieben Sektionen an dem Festzug teilnahmen. Der Sheffield Daily Telegraph vom Montag, dem 20. Juni, berichtet ausführlich über das Ereignis und stellt fest, dass Dallas nur fünf Meter hinter der Anführerin des Zuges, Mrs. Drummond, stand. Dallas’ Auftreten wird beschrieben: „Ein hübsches, blondes Mädchen schritt wie ein Tambourmajor, während sie die erste Fahne der WSPU hochhielt“.
1911 gehörte Dallas zu den Frauen, die sich der Volkszählung aus Protest entzogen.
Am Weihnachtstag 1912 nahm Dallas im Pariser Restaurant Mollard an einem Abendessen mit der „exilierten“ Christabel Pankhurst und anderen Gästen wie ihrer Schwester Hilda oder Blanche Edwards-Pilliet teil; laut der Zeitung The Suffragette endete der Abend mit dem Singen des Protestlieds „The March of Women“.
Weitere Aktivitäten von ihr sind nicht überliefert. Dallas lebte bis zu deren Tod mit ihrer Schwester in London und starb 1971 in Bournemouth.